# Základní umělecká škola Josefa Labitzkého
Základní umělecká škola Josefa Labitzkého je významná hudební a umělecká škola ve městě Bečově nad Teplou v karlovarském kraji.

## Historie
Podle dochovaných zpráv už v 17. století působilo v Bečově nad Teplou početné hudební bratrstvo, které čítalo několik set členů. Výrazným zlomem v kulturním životě města byl příchod hudebního mistra Karla Veita v roce 1806. Jeho nejtalentovanějším žákem byl Josef Labický (německy Josef Labitzky, 1802–1881), dirigent, houslista a hudební skladatel, který převzal organizaci hudebního života. 16. března 1887 zde byla otevřena veřejná hudební škola, v roce 1900 byla zbudována samostatná budova hudební školy. Největšího rozmachu dosáhla škola v letech 1929–1945 pod vedením sbornistra Josefa Nürnbergera.

## Současnost
V roce 1995 byla založena výuka výtvarného oboru (kresba, malba, grafika, modelování, výroba a zpracování keramiky a dekorace). Od roku 2002 nese škola jméno Josefa Labitzkého. Dalšího rozvoje škola dosáhla pod vedením ředitele Petra Pitry, bývalého člena Karlovarského symfonického orchestru, v roce 2009. Byl doplněn mimo jiné literárně-dramatický obor.

## Budova
Budova byla postavena v letech 1900–1901, kdy byla zkolaudována a otevřena. Původně se v ní nacházelo 10 učeben, koncertní sál a zkušebna pro orchestr. Od roku 2015 je budova památkově chráněna. Budova nevyniká výjimečností své architektury, v jejím interiéru se však zachovala řada cenných uměleckořemeslných prvků (interiérové dveře, okna, schodiště, dlažby apod.). Budova byla stavěna za účelem hudebního vyučování, k témuž účelu slouží bez přerušení do současnosti. Součástí domu jsou také varhany v koncertním sále.